# Kapitułka
Kapitułka (lit. Kapitulinė; pol. hist. Kapituła) – dawny folwark położony na dzisiejszej Litwie, w gminie Rzesza pod Wilnem. Współcześnie stanowi część wsi Zarowce.

## Historia

### XIX i XX wiek
W okresie zaborów Kapitułka znajdowała się w granicach Imperium Rosyjskiego, w guberni wileńskiej, powiecie wileńskim, w gminie Rzesza. Była wówczas centrum tzw. dóbr skarbowych Kapituła – majątku należącego do państwa, zarządzanego przez administrację carską.

### Okres międzywojenny
Po zakończeniu I wojny światowej tereny te znalazły się pod administracją polską w ramachZarządu Cywilnego Ziem Wschodnich. W latach 1920–1922 Kapitułka wchodziła w skład Litwy Środkowej - quasi-państwowego tworu podporządkowanego Polsce.
Na mocy ustawy 11 kwietnia 1922 została włączona do II Rzeczpospolitej i znalazła się w województwie wileńskim, w powiecie wileńsko-trockim, w gminie Rzesza. Według spisu powszechnego z 1931 roku miejscowość liczyła 10 mieszkańców zamieszkujących jeden budynek mieszkalny.

### Po II wojnie światowej
Po 1945 roku Kapitułka znalazła się w Litewskiej SRR, jednej z republik Związku Sowieckiego. Po odzyskaniu przez Litwę niepodległości w 1991 roku, teren dawnego folwarku wszedł w skład niepodległego państwa litewskiego.

## Stan obecny
Obszar dawnej Kapitułki nie funkcjonuje już jako odrębna jednostka osadnicza. Został włączony administracyjnie do wsi Zarowce, położonej w gminie Rzesza, w rejonie wileńskim. Miejsce to nie posiada obecnie wyraźnych śladów dawnego folwarku, a jego nazwa zachowała się głównie w dokumentach historycznych i kartograficznych.